# اسکار اوستوف
اسکار اوستوف (انگلیسی: Oscar Osthoff; ۲۳ مارس ۱۸۸۳ – ۹ دسامبر ۱۹۵۰) وزنه‌بردار اهل ایالات متحده آمریکا بود.